# Hội Xuân
Hội Xuân là một xã thuộc huyện Cai Lậy, tỉnh Tiền Giang, Việt Nam.

## Địa lý
Xã Hội Xuân tiếp giáp xã Hiệp Đức ở phía tây, tiếp giáp xã Cẩm Sơn ở phía bắc, tiếp giáp xã Long Trung ở phía đông, tiếp giáp sông Tiền ở phía nam.
Các sông, kênh, rạch chảy qua địa bàn xã gồm: rạch Bà Gòn, kênh Kháng Chiến, rạch Ông Tùng, kênh Thầy Thanh, sông Năm Thôn, sông Ba Rài. Sông Ba Rài là con sông lớn nhất, gần như chảy theo hướng bắc nam, chia đôi địa bàn xã thành hai phần có diện tích gần bằng nhau, trên địa bàn xã chỉ có duy nhất một cây cầu bắc qua sông này là cầu Ba Rài nối liền tỉnh lộ 864. Phía nam là sông Tiền, do có các cù lao nên tạo thành nhánh sông gần bờ, tên là sông Năm Thôn.

## Hành chính
Xã Hội Xuân có diện tích 11,69 km², dân số năm 2013 là 8.880 người, mật độ dân số đạt 760 người/km².
Xã Hội Xuân được chia thành 9 ấp gồm: Hội Nhơn, Hội Lễ, Hội Nghĩa, Hội Trí, Hội Tín, Xuân Sắc, Hòa Điền, Xuân Kiển, Xuân Quang.

## Lịch sử
Từ cuối thế kỷ 18 trong địa bàn này có hai làng là Hội Sơn và Xuân Sơn. Cuộc chiến tranh trong năm 1785 giữa quân Tây Sơn và quân Xiêm La khiến cho dân chúng ly tán khỏi vùng này. Về sau các làng xóm và chợ mới lập lại.
Năm 1862, quân Pháp cho chiến thuyền di chuyển dọc theo sông Ba Rài vào bắn phá.
Năm 1979, Hội Sơn sáp nhập với Xuân Sơn tạo thành Hội Xuân. Tên các ấp trong xã xuất phát từ việc giữ lại tên các thôn xưa: Hội Nhơn/Lễ/Nghĩa/Trí/Tín; Xuân Điền/Hòa/Quang/Kiểng/Sắc.
Ngày 10 tháng 7 năm 2020, HĐND tỉnh Tiền Giang ban hành Nghị quyết số 11/NQ-HĐND về việc thành lập ấp Hòa Điền trên cơ sở ấp Xuân Hòa và ấp Xuân Điền.

## Kinh tế – Xã hội
Tỉnh lộ 864 chạy ngang phía nam xã theo hướng tây - đông. Hai con đường quan trọng khác trong xã nằm hai bên bờ sông Ba Rài, đường bên bờ tây là đường Tây Ba Rài, là con đường đan trong tình trạng mới, đường bên bờ đông là đường Đông Ba Rài, là đường trải nhựa. Ranh giới với xã khác ở phía tây bắc là Đường Liên 6 Xã. Kênh Kháng Chiến là ranh giới tự nhiên gần như xuyên suốt giữa xã Hiệp Đức với xã Hội Xuân, có một tuyến đường đan rộng chạy dọc bờ đông của kênh.
Xã Hội Xuân là xã trồng cây ăn quả lâu năm như nhãn long, nhãn Huế. Năm 1988, bắt đầu trồng sầu riêng. Từ 2010, xã bắt đầu trồng mít Thái. Trong đó sầu riêng là loại cây có giá trị kinh tế cao, chiếm ưu thế. Vấn nạn thường xuyên là tình trạng hạn hán gắn liền với nhiễm mặn, và tình trạng sạt lở dọc theo các bờ sông, rạch.
Chợ xã Hội Xuân, nằm ngay cầu Ba Rài thuộc ấp Xuân Điền, trước gọi là chợ Tổng Ngọ, có từ năm 1785, là chợ lớn nhất xã. Từ chợ Hội Xuân chạy dọc theo đường Đông Ba Rài khoảng 3 km là chợ Bà Gòn, chạy tiếp 2 km nữa là chợ Cẩm Phong thuộc xã Cẩm Sơn. Thu nhập bình quân đầu người của xã đạt gần 52 triệu đồng/người/năm.

## Ảnh

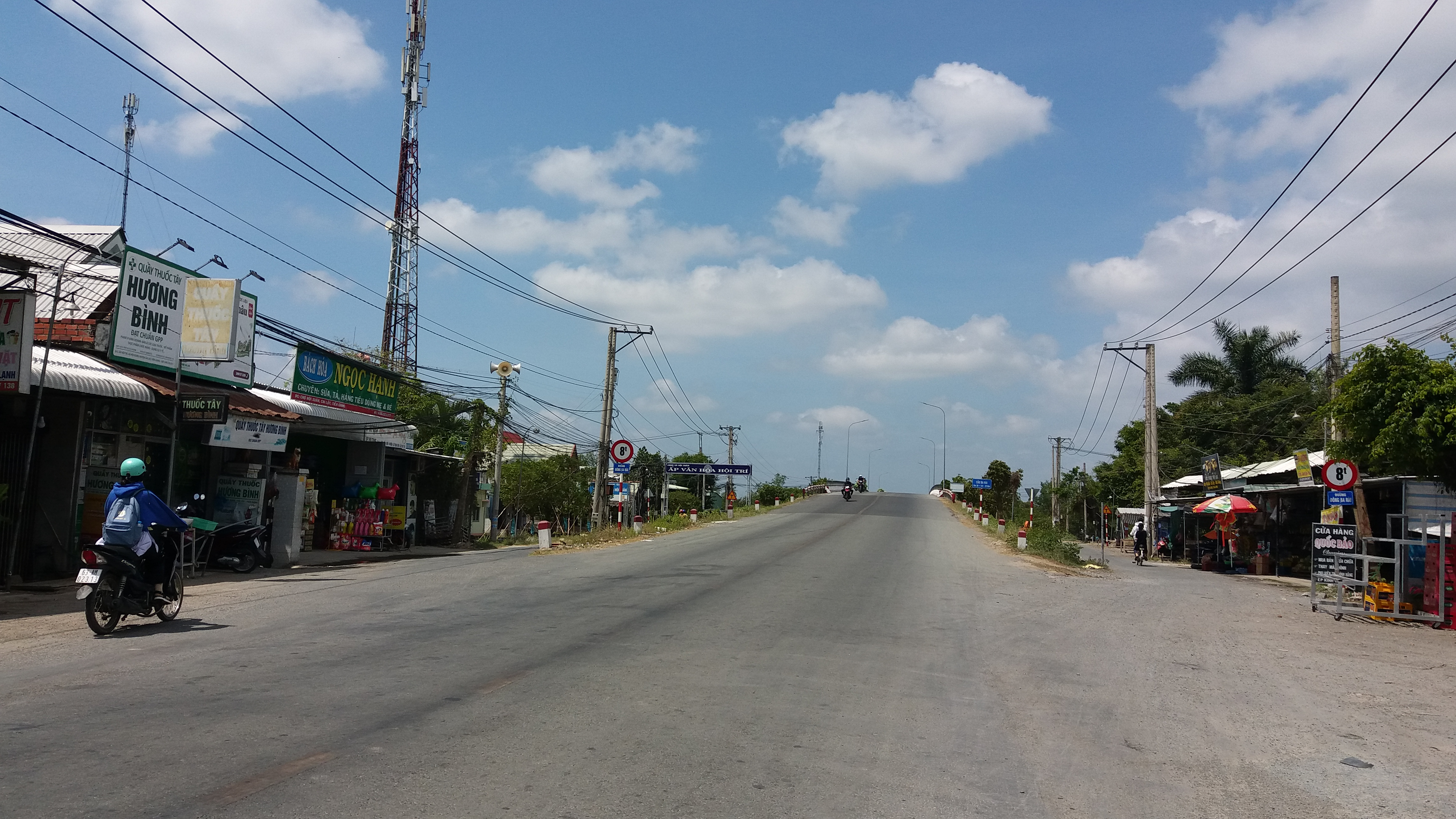
cầu Ba Rài và khu vực chợ Hội Xuân.
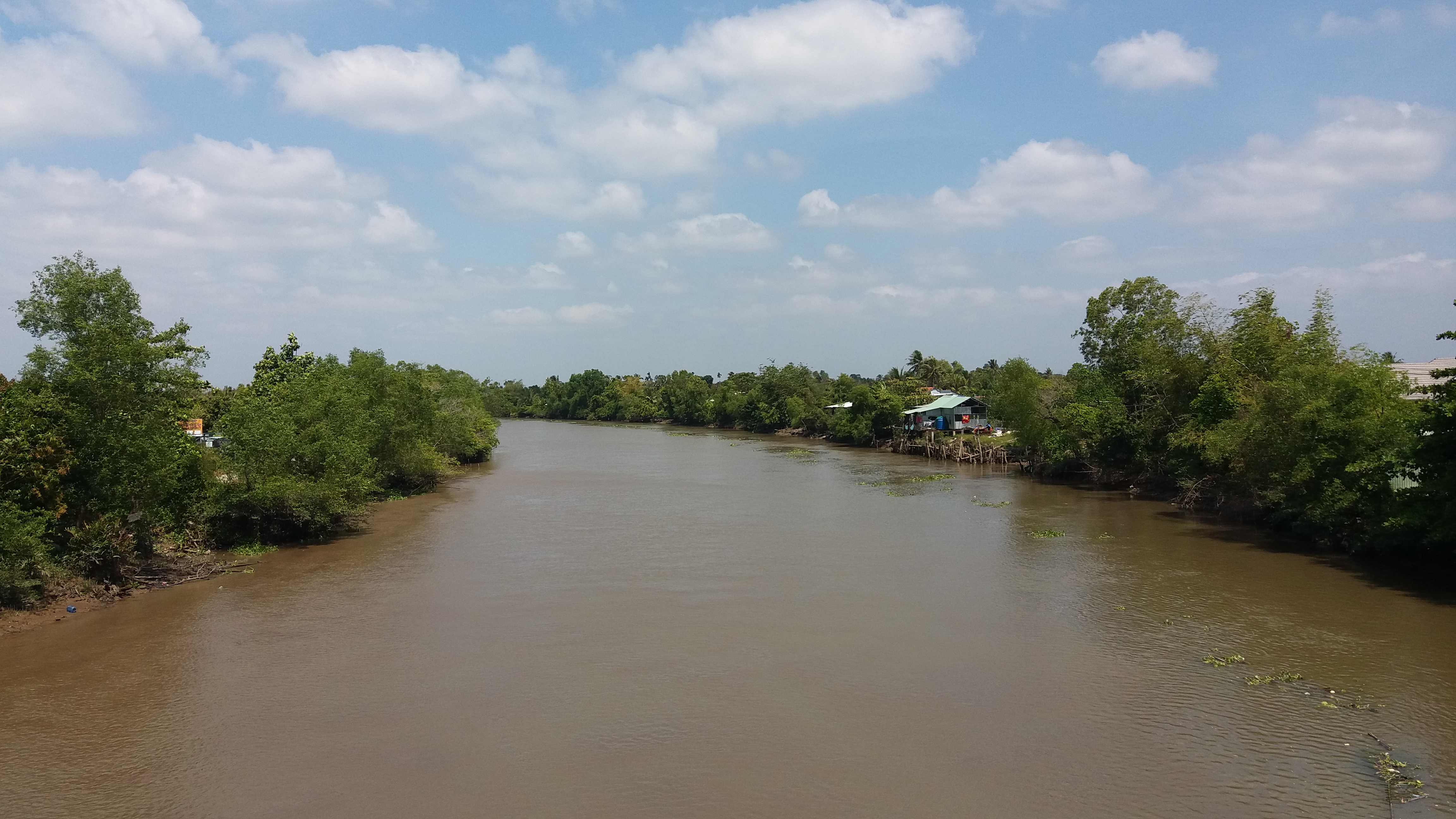
sông Ba Rài nhìn từ cầu Ba Rài.